# Sybra peraffinis
Sybra peraffinis är en skalbaggsart som beskrevs av Stefan von Breuning 1942. Sybra peraffinis ingår i släktet Sybra och familjen långhorningar.
Artens utbredningsområde är Filippinerna. Inga underarter finns listade i Catalogue of Life.